# Svensk mat- och miljöinformation
Svensk mat- och miljöinformation (SMMI) är en svensk vegansk lobbyorganisation som arbetar som opinionsbildare om matens miljöpåverkan och för införandet av en köttskatt. 
Syftet är att individer ska få kunskap att själva förändra sina matvanor till mer miljövänliga, och även ställa krav på politiker om en mer miljövänlig matproduktion. SMMI jobbar med olika kampanjer, bland annat "Köttskatt nu!". De är även en av organisationerna bakom kampanjen "Köttfri måndag" i Sverige. I kampanjen "Vegonorm" uppmuntrar det skolor, restauranger, organisationer och andra måltidsanordnare att vända på köttnormen och servera vegomat som standard.
Organisationen har fått 250 000 kronor i statligt stöd från Konsumentverket för att informera i skolor om miljö, veganism, djurrätt, global uppvärmning och rättvisa. Mellan 2009 och 2018 var bidraget sammanlagt drygt 1,5 miljoner kronor. De har även fått bidrag från Sida för att kommunicera om "Agenda 2030" och de "Globala målen" för hållbar utveckling. Under höstterminen 2019 och början av vårterminen 2020 erbjöd de gratis föreläsningar till grundskolor (årskurs 9), gymnasieskolor och folkhögskolor. SMMI har suttit med i en vetenskaplig referensgrupp för ett forskningsprojekt på Sveriges lantbruksuniversitet, SLU, om effekter av klimatskatter på livsmedel.
SMMI har arrangerat "Vegoforum" varje år sedan 2012. Det är ett kunskapsforum där forskare, experter, opinionsbildare och politiker föreläser och samtalar om fördelarna med vegomat.